# Paleoscynk
Paleoscynk (Palaeoscincus) – wymarły rodzaj dużego gada należącego do rzędu dinozaurów ptasiomiednicznych (Ornithischia) i rodziny nodozaurów (Nodosauridae). Znany głównie ze skamieniałości zębów. Jego nazwa oznacza "pradawny scynk".

## Wymiary
Paleoscynk osiągał prawdopodobnie długość 5-6 m, wysokość 1,6 m i wagę około 1 t.

## Występowanie
Dinozaur ten żył w późnej kredzie, około 70 mln lat temu na terenie dzisiejszej Ameryki Północnej. Skamieniałości przedstawicieli tego rodzaju znaleziono w stanie Wyoming w Stanach Zjednoczonych.

## Opis
Prawdopodobnie jeden z większych przedstawicieli rodziny nodozaurów. Jako że jest stosunkowo wcześnie opisanym rodzajem, często pojawiał się na dawnych ilustracjach – nierzadko błędnie rekonstruowany z kostną maczugą na ogonie. Dziś uważa się raczej, że paleoscynk jest zbliżony – zarówno rozmiarami, jak i wyglądem – do edmontonii.

## Gatunki
Do rodzaju Palaeoscincus włączanych było, od momentu jego opisania, siedem gatunków:
- Palaeoscincus costatus Leidy, 1856
- Palaeoscincus africanus (Broom, 1910) – obecnie Paranthodon africanus
- Palaeoscincus asper (Lambe, 1902) = Palaeoscincus tutus (Lambe, 1902) – obecnie Euoplocephalus tutus
- Palaeoscincus latus (Marsh, 1892) – obecnie uważany za gatunek pachycefalozaura
- Palaeoscincus magoder (Henning, 1914) – nomen nudum
- Palaeoscincus rugosidens (Gilmore, 1930) – obecnie Edmontonia rugosidens